# Parker Sawyers
Parker Sawyers (* 24. Mai 1984) ist ein US-amerikanischer Schauspieler und Synchronsprecher.

## Leben
Sawyers wurde am 24. Mai 1984 als Sohn von Paula Parker-Sawyers (heute Means), die von 1989 bis 1991 als stellvertretende Bürgermeisterin von Indianapolis tätig war, und James Sawyers, einem Lehrer und Verwaltungsbeamten, der im Vietnamkrieg diente, geboren. Er ist Absolvent des Wabash College. 2012 übernahm er eine Episodenrolle in der Fernsehserie Lilyhammer und Nebenrollen in den Filmen Hyde Park am Hudson und Zero Dark Thirty. 2014 war er in dem Film Monsters: Dark Continent in der Rolle des Shaun Williams zu sehen. Im Folgejahr übernahm er die Rolle des Ray im Film Survivor. 2016 stellte er in My First Lady die historisch anspruchsvolle Rolle des damaligen Präsident der Vereinigten Staaten Barack Obama dar. Im selben Jahr stellte er die Rolle des Mr. Lee im Horrorfilm Don’t Hang Up dar. Im Filmdrama Monsoon übernahm er die größere Filmrolle des Lewis. Er moderierte die Verleihung des Student Academy Awards 2016 und 2017.

## Filmografie (Auswahl)
- 2012: Lilyhammer (Fernsehserie, Episode 1x05)
- 2012: Hyde Park am Hudson (Hyde Park on Hudson)
- 2012: Zero Dark Thirty
- 2013: Austenland
- 2013: Drone (Kurzfilm)
- 2013: Kick-Ass 2
- 2014: Jack Ryan: Shadow Recruit
- 2014: The Assets (Fernsehserie, Episode 1x08)
- 2014: Monsters: Dark Continent
- 2015: Survivor
- 2016: My First Lady (Southside with You)
- 2016: The Call Up – An den Grenzen der Wirklichkeit (The Call Up)
- 2016: Snowden
- 2016: The Autopsy of Jane Doe
- 2016: Don’t Hang Up
- 2017: Sand Castle
- 2017: Sergeant Rex – Nicht ohne meinen Hund (Megan Leavey)
- 2017: Die Mumie (The Mummy)
- 2017: Easy (Fernsehserie, Episode 2x02)
- 2018: Succession (Fernsehserie, Episode 1x01)
- 2018: Greta
- 2018: Pine Gap (Mini-Serie, 6 Episoden)
- 2018–2019: Deep State (Fernsehserie, 5 Episoden)
- 2019: Cheat (Fernsehserie, 4 Episoden)
- 2019: Monsoon
- 2019: World on Fire (Fernsehserie, 6 Episoden)
- 2020–2022: P-Valley (Fernsehserie, 9 Episoden)
- 2022: A Discovery of Witches (Fernsehserie, 3 Episoden)
- 2022: Infinite Storm
- 2023: Spy/Master (Fernsehserie, 6 Episoden)

## Synchronisationen
- 2016: Battlefield 1 (Videospiel)
- 2017: Doragon kuesuto XI: Sugisarishi toki o motomete (Videospiel)
- 2017: Star Wars Battlefront II (Videospiel)
- 2018: Detroit: Become Human (Videospiel)